# 崇聖寺 (閩侯県)
崇聖寺（すうしょうじ）は、中華人民共和国福建省福州市閩侯県大湖郷雪峰山にある仏教寺院。

## 歴史
唐の咸通11年（870年）、雪峰義存により応天広福禅院として開かれる。
北宋の太平興国3年（978年）、太宗により「雪峰崇聖禅寺」の名を賜った。
明の永楽2年（1404年）、住職の法庵は寺院を再建した。
清の光緒13年（1887年）、住職の達本は寺院を重修した。
1928年、円瑛が伽藍を整備した。その後、日中戦争で壊された。
1979年に、地元政府は資金を投下し崇聖寺の再建を行いた。1983年、中華人民共和国国務院は仏寺を漢族地区仏教全国重点寺院に認定した。

## 伽藍
山門、天王殿、鐘楼、鼓楼、大雄宝殿、法堂、留香堂、祖堂、紀念堂、雲水堂、学戒堂、尊客堂、念仏堂、枯木庵、方丈室、凱淼塔院